# سكن الرئيس، يريفان
سكن الرئيس، يريفان(الأرمينية: Հայաստանի նախագահի նստավայր) يقع في أفينو 47، يريفان. المبنى بمثابة المقر الرسمي للرئيس منذ 9 أبريل 2018. المبنى الذي كان في السابق بمثابة بيت استقبال رسمي للحكومة بين عامي 1985 و2017.
المساحة الكلية للمجمع 13791.52 متر مربع، في حين أن المبنى نفسه يحتل مساحة 5727.2 متر مربع.